# Бильярд

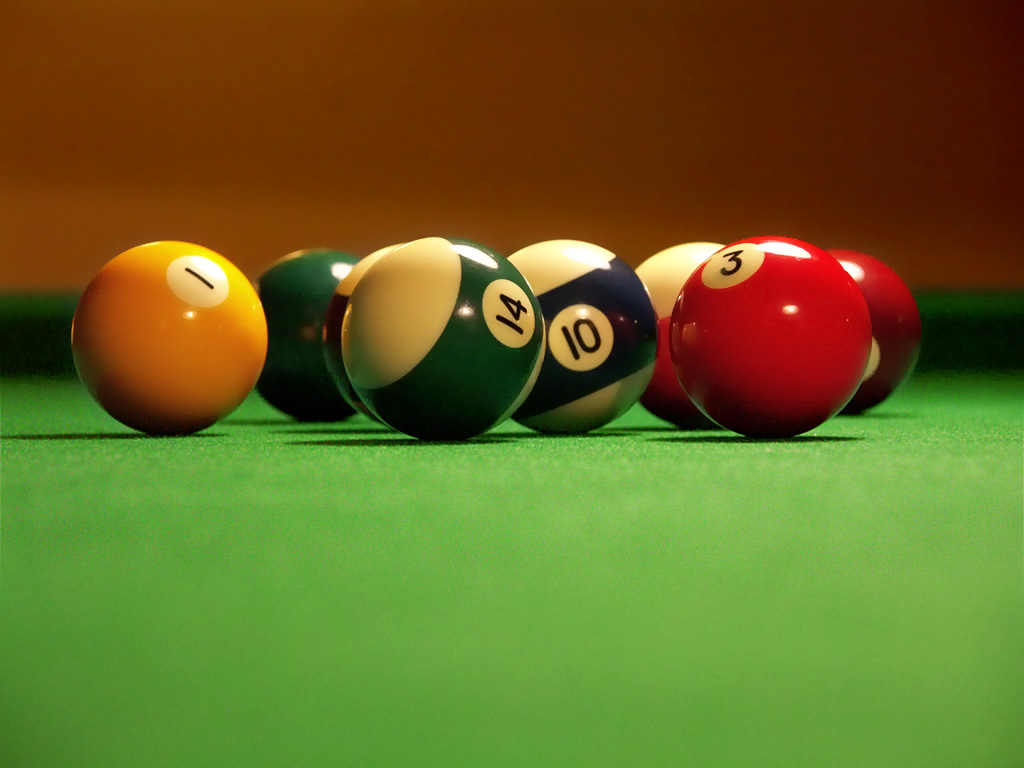
Бильярдные шары для игры в пул

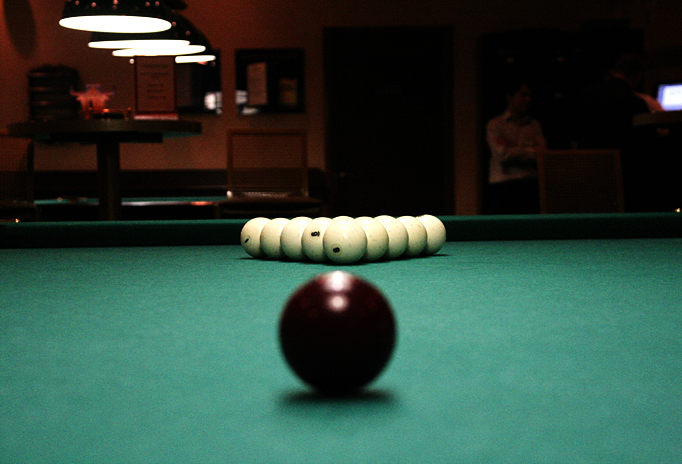
Русский бильярд

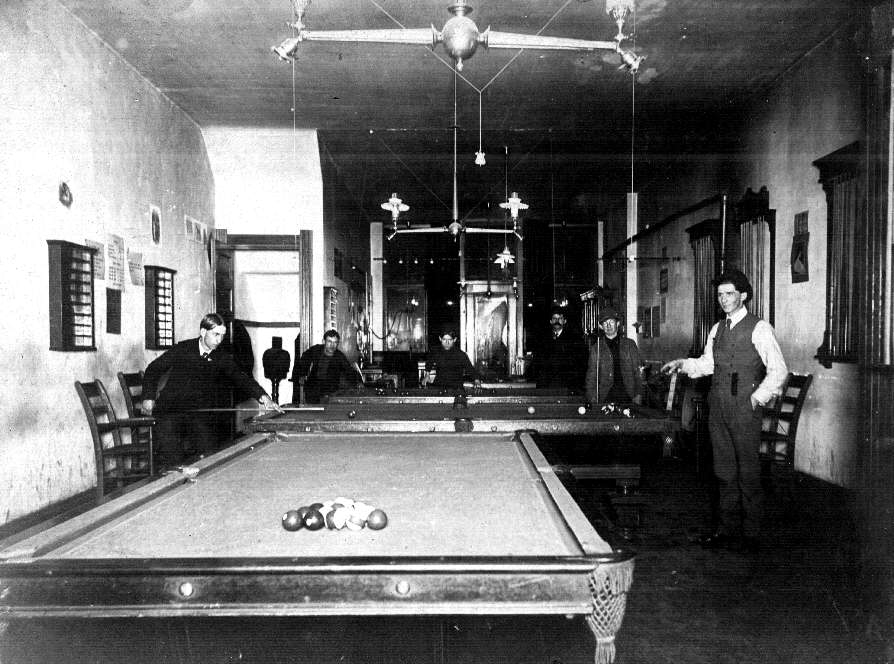
Внутренний вид бильярдного зала в Толидо (Огайо, США), около 1900 года

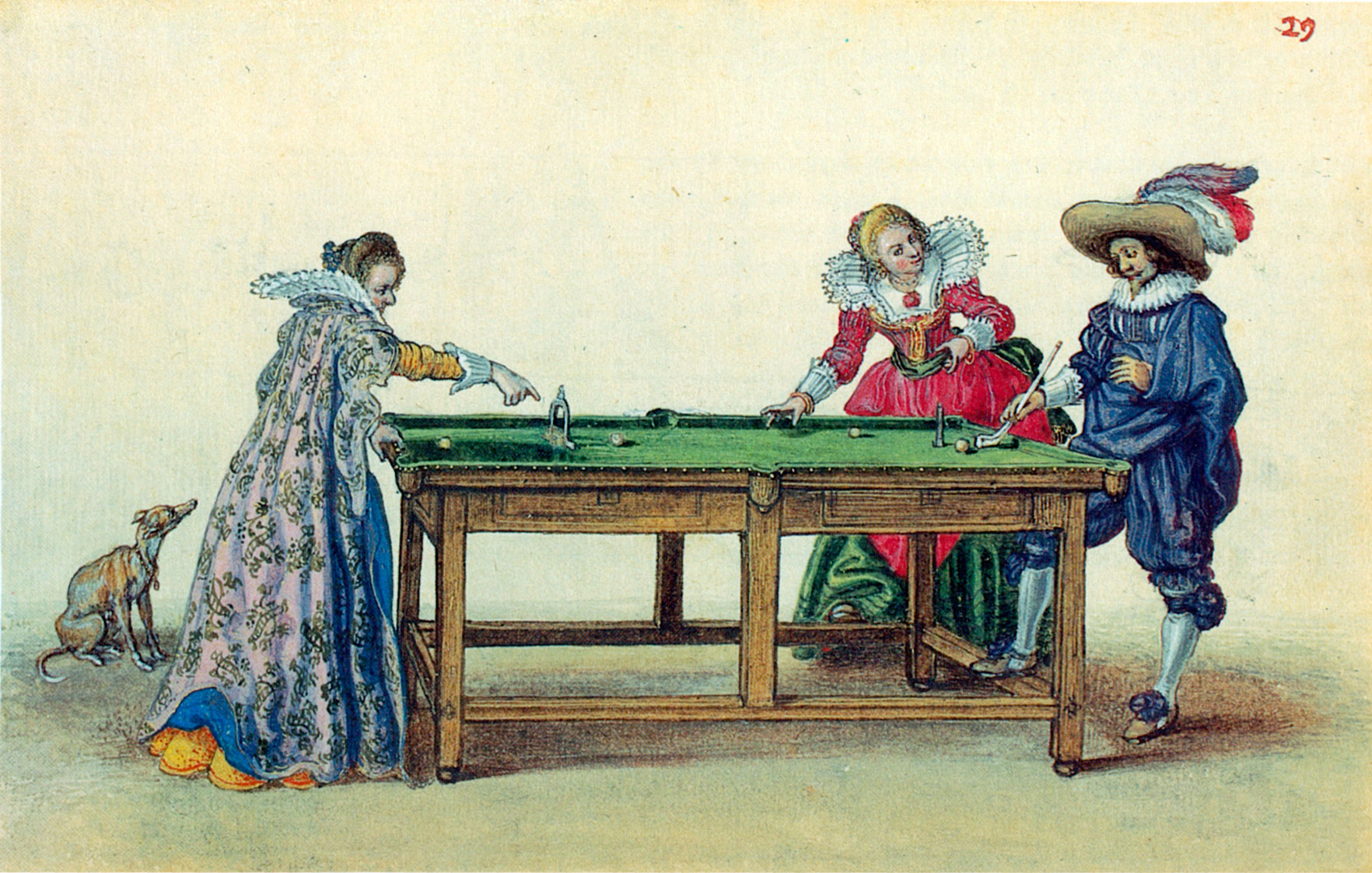
В бильярд в 1620-х годах играли используя «порт», «короля» и булавы

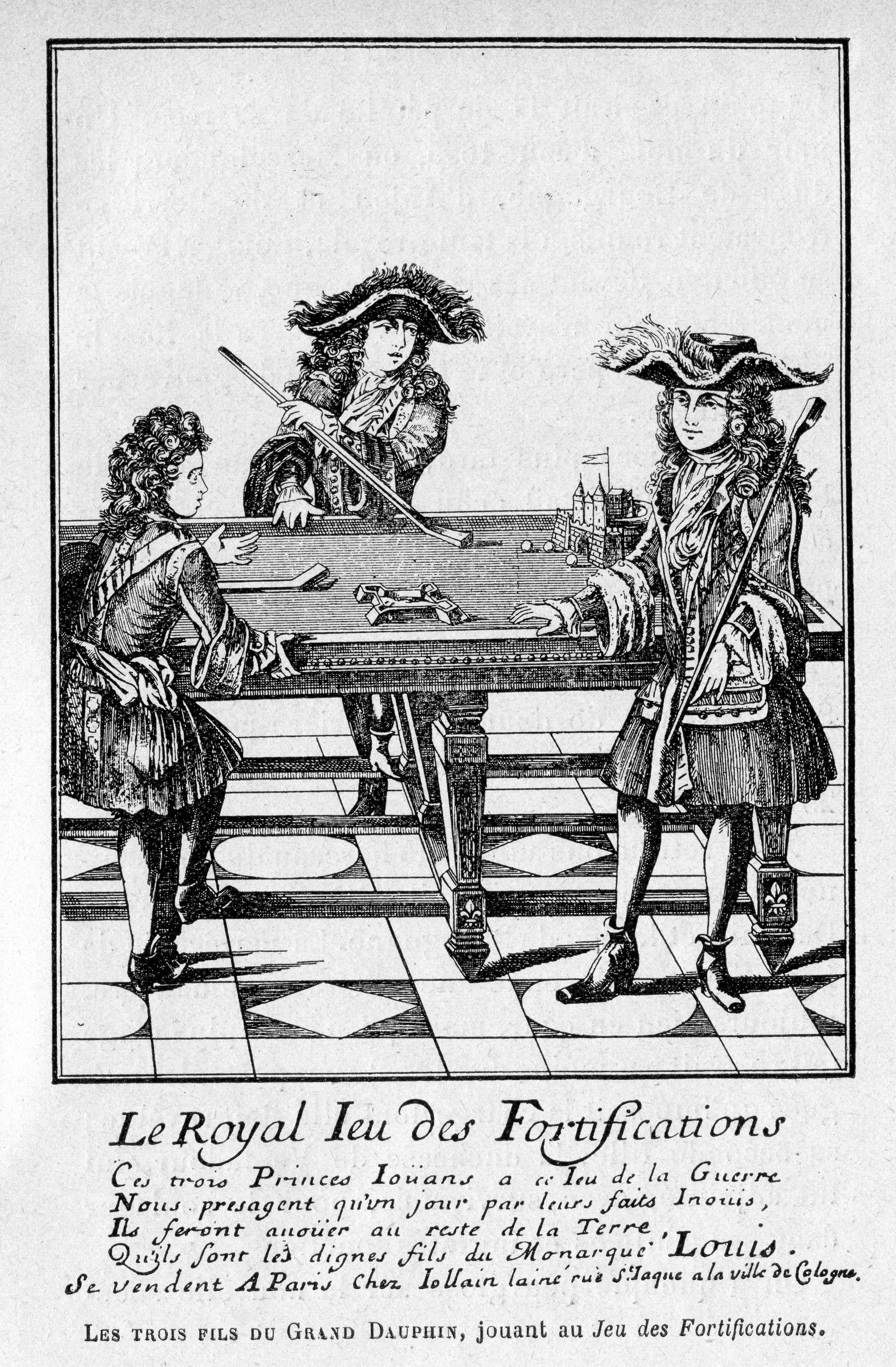
Сыновья Людовика Великого Дофина играют в «королевскую игру укреплений», раннюю форму бильярда с препятствиями, похожую на современный мини-гольф

Билья́рд, реже биллиа́рд (фр. billard, от фр. bille — шар или фр. billette, billart — палка) — собирательное название нескольких настольных игр с разными правилами, а также специальный стол, на котором происходит игра.
Характерной особенностью всех бильярдных игр является передвижение шаров кием по поверхности стола через направляющий удар в продольном направлении стержня кия.
Помещение, оборудованное для игры на бильярде, — бильярдная.
Бильярд имеет долгую историю. Родиной бильярдной игры считают Индию или Китай. Современный бильярд зародился в XV веке и часто упоминался в европейской литературе, в частности, в произведениях Шекспира, так, строчка «Сыграем на бильярде» присутствует в 5-й сцене его трагедии «Антоний и Клеопатра» (1607).
Среди энтузиастов этой игры были Моцарт, король Франции Людовик XIV, французская королева Мария-Антуанетта, российская императрица Екатерина II, философ Иммануил Кант, Наполеон, президенты США Джордж Вашингтон, Авраам Линкольн и Теодор Рузвельт, президент Франции Жюль Греви, писатели Чарльз Диккенс и Марк Твен, поэт Александр Пушкин, математик, философ и писатель Льюис Кэрролл, актёры и певцы У. К. Филдс, Боб Хоуп и Джеки Глисон, звезда бейсбола Бейб Рут, граф Григорий Орлов, учёный Михаил Ломоносов и многие другие известные люди.

## История

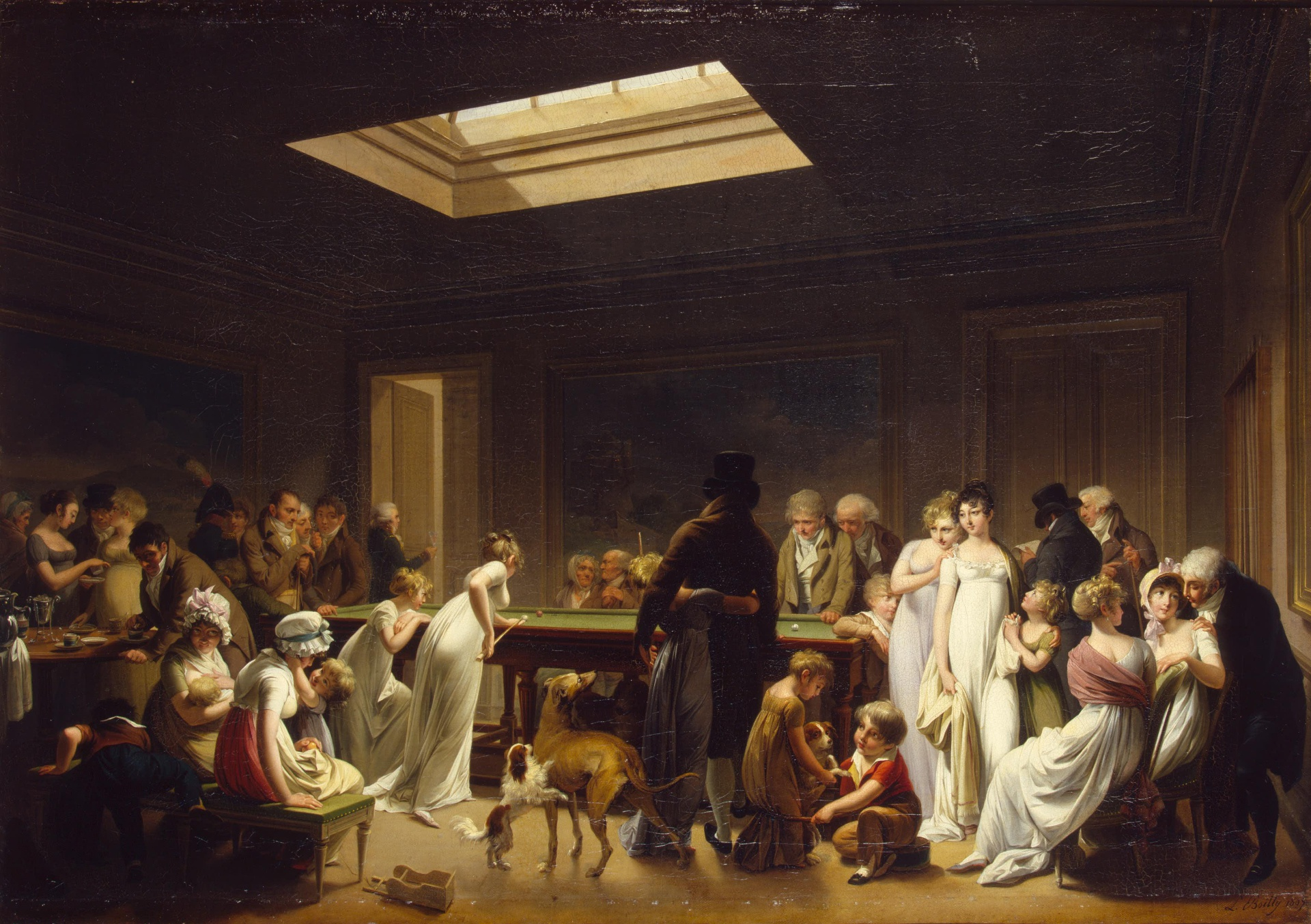
«Игра в бильярд» (Луи-Леопольд Буальи, 1807). Состоятельная французская публика развлекается

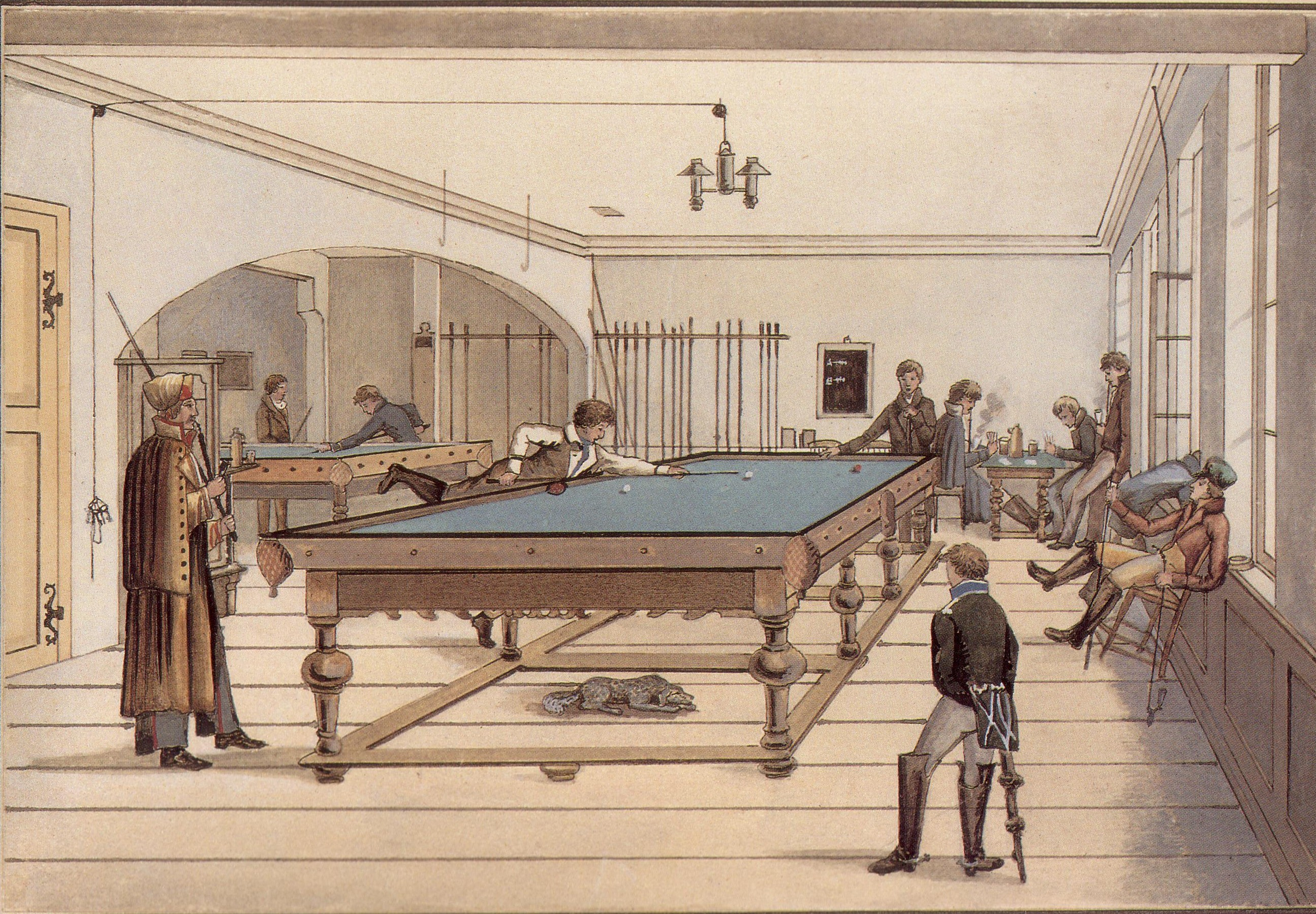
Игра в лузный бильярд с тремя шарами в начале XIX века в Тюбингене (Германия) с использованием стола намного длиннее современного

Время появления игры в бильярд невозможно установить точно. Известно лишь, что она, так же, как и шахматы, очень древняя, а родиной бильярда является Азия, по утверждению одних — Индия, по мнению других — Китай или Древний Египет.
Обычно считается, что все виды спорта с кием превратились в игры в помещении из игр с клюшкой и мячом на лужайке на открытом воздухе, особенно тех, которые теперь называются наземным бильярдом, и как таковые связаны с историческими играми jeu de mail и palle-mall, современными трукко, крокетом и гольфом, а в более отдалённой перспективе — бочче без клюшек и игрой в боулз.
Слово «бильярд», возможно, произошло от французского слова billart или billette, означающего «палка», которым обозначалась булава, орудие, похожее на клюшку для гольфа, и которое было предшественником современного кия; однако происхождение этого термина могло происходить от французского bille, что означает «мяч». Современный английский термин cue sports (в переводе с англ. — «спортивные игры с кием») по историческим причинам может использоваться для обозначения исконных игр с булавами и даже современных вариантов без киев, таких как «пальцевый бильярд». Термин cue (в переводе с англ. — «кий») произошёл от французского слова queue (в переводе с фр. — «хвост»). Это относится к ранней практике, когда опытные игроки часто использовали хвост или торец булавы вместо навершия, чтобы ударить по мячу.
Узнаваемая форма бильярда, в которую играли на открытом воздухе в 1340-х годах, напоминала крокет. Первый известный крытый бильярдный стол принадлежал королю Франции Людовику XI (1461—1483). Людовик XIV усовершенствовал и популяризировал игру, и она быстро распространилась среди французской знати. Хотя в эту игру долгое время играли на земле, эта версия, похоже, вымерла (кроме трукко) в XVII веке, уступив место крокету, гольфу и боулингу, даже несмотря на то, что популярность настольного бильярда как развлечения в помещении возросла. Находившаяся в заключении Мария Стюарт, королева Шотландии, жаловалась, когда у неё отняли бильярдный стол. Со временем популярность бильярда выросла до такой степени, что к 1727 году в него играли почти в каждом парижском кафе. В Англии игра превратилась в очень популярное занятие среди представителей дворянства.
Первоначально булавой пользовались в основном, чтобы толкать шары, а не бить по ним, но к 1670 году тонкий торец булавы стал использоваться всё чаще. Прямой кий без ножек в том виде, в каком он известен сегодня, был окончательно разработан примерно к 1800 году. Ударный кий изменил бильярд. Подушки бильярдных столов начали набивать материалами, позволяющими шарам отскакивать, что повышало привлекательность игры. Первоначально кии использовали только лучшие игроки, но со временем киями стали пользоваться все игроки, забыв про булавы.
Первоначально в Европе столы и другое оборудование для бильярда изготавливали производители мебели, такие как Джон Терстон. Первые шары делались обычно из дерева или глины, но богатые предпочитали шары из слоновой кости.
Ранние бильярдные игры в начале XVII и до конца XVIII века включали в себя различное дополнительное оборудование, в том числе «арку» (связанную с крокетным кольцом), «порт» (другое кольцо, часто прямоугольное) и «короля» (кеглю рядом с аркой), но формировались и другие варианты игры, основанные на подушках (и вырезанных в них лузах), которые впоследствии сыграли фундаментальную роль в развитии современного бильярда.
Ранние игры, похожие на крокет, в конечном итоге привели к развитию карамбольного бильярда.
Один тип препятствий оставался характерной чертой многих столов, сначала как опасность, а затем как цель, в виде луз или отверстий, частично прорезанных в основании стола и частично в подушках, что привело к появлению лузного бильярда, в том числе игры в «пул», такие как пул-8 и другие; «русской пирамиды»; снукера; английского бильярда; и прочих.
В Соединённых Штатах бильярд на некоторое время вымер, но в конце 1870-х интерес к нему вновь возродился и игра стала очень популярной. Игроки ежегодных чемпионатов даже стали получать собственные сигаретные карточки. Однако к концу Второй мировой войны бильярд снова начал угасать. Только выход в 1961 году на экраны фильма «Мошенник» вызвал новый интерес к игре. Теперь бильярд хорошо известен; в него играют множество игроков самого разного уровня квалификации.

### Бильярдный стол

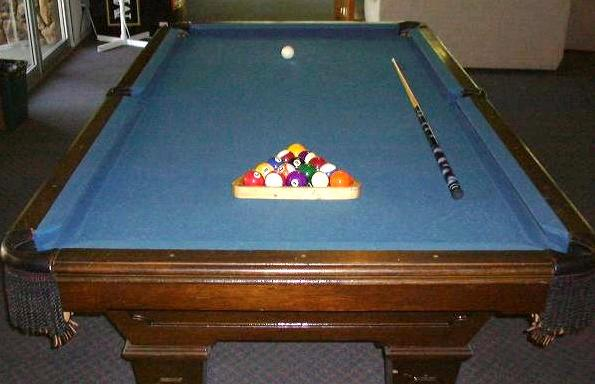
Бильярдный стол с оборудованием

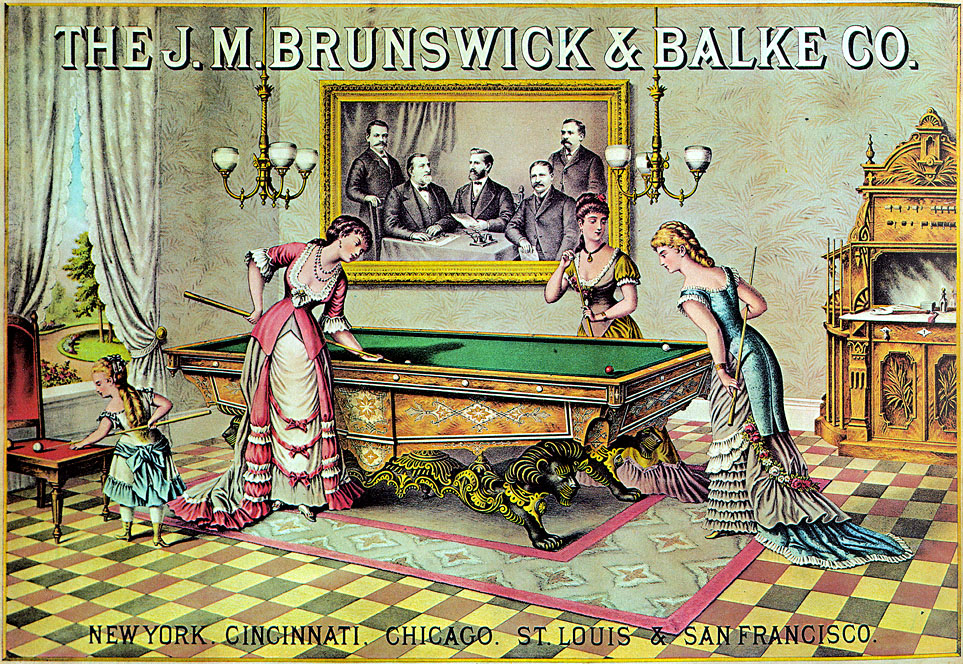
Женщины, играющие на искусно украшенном зелёном столе. Рекламный плакат начала 1880-х годов

Первый бильярдный стол (согласно сохранившимся документам) был изготовлен мастером Анри де Винемом в 1469 году для короля Франции Людовика XI. Этот стол был похож на современный бильярдный: у него было каменное основание, ограждение, он был покрыт сукном. Документально подтверждены утверждения об игре в бильярд королевы Шотландии Марии Стюарт накануне её казни и о её просьбе архиепископу Глазго подыскать столу подходящее помещение после её смерти. В Россию бильярд был завезен из Голландии Петром I. Новинка быстро завоевала популярность. После смерти Петра I обучение игре на бильярде было включено Верховным тайным советом в курс наук Петра II, его внука и наследника. Екатерина II указом от 7 декабря 1770 года приказала в трактирах и гостиницах (гербергах) «для увеселения приходящих дозволить иметь биллиарды». На рубеже XVIII и XIX веков бильярд являлся частью «обязательной» программы воспитания дворян в Европе и России. Так, например, у Александра Пушкина в Михайловском был бильярдный стол. Поэт, по воспоминаниям друзей, орудовал кием на сукне вполне профессионально. Со временем в бильярд начинает играть не только аристократия, но и купцы и простолюдины. А к началу XX века катание шаров становится в России едва ли не любимой забавой горожан.
Арнольд Иванович Фрейберг, абрикант и известный игрок в бильярд, в 1850 году начал в России производство бильярдных столов на основе аспидной плиты из натурального сланца-ардезита; такой стол в бильярдной среде получил название «ардезия».
В 1920-е — 1950-е годы, когда бильярд в СССР был весьма популярен, делались попытки изготовления бильярдных плит из чугуна и железобетона.
Наилучшим материалом оказалась асфальто-песковая плита.

Заменить аспидные доски можно асфальто-песковыми, обладающими всеми качествами аспидных досок. Асфальто-песковые в некотором отношении даже превосходят аспидные доски. Они легче аспидных, чрезвычайно дёшевы, хорошо обрабатываются и дают возможность обойтись без дорогих импортных аспидных досок— В. Гофмейстер.
В настоящее время плиты для бильярдных столов изготавливаются из следующих материалов:
- Андезит (натуральный сланец);
- Синтегран (сокр. от «синтетический гранит» — мраморная или гранитная крошка, скрепленная синтетическими материалами-отвердителями);
- МДФ ((Medium Density Fiberboards) — древесноволокнистая плита средней плотности);
- ЛДСП (ламинированная древесно-стружечная плита);
- ДСП (древесно-стружечная плита).

Более 80 % мирового рынка бильярдных шаров принадлежит бельгийской компании Saluc S.A.
Бильярд начал свою историю как игра для привилегированных слоёв общества. Постепенно он стал доступным для всех сословий и завоевал популярность, однако высокая стоимость и громоздкость основного инвентаря (бильярдного стола) препятствует его широкому распространению.

## Бильярд как вид спорта

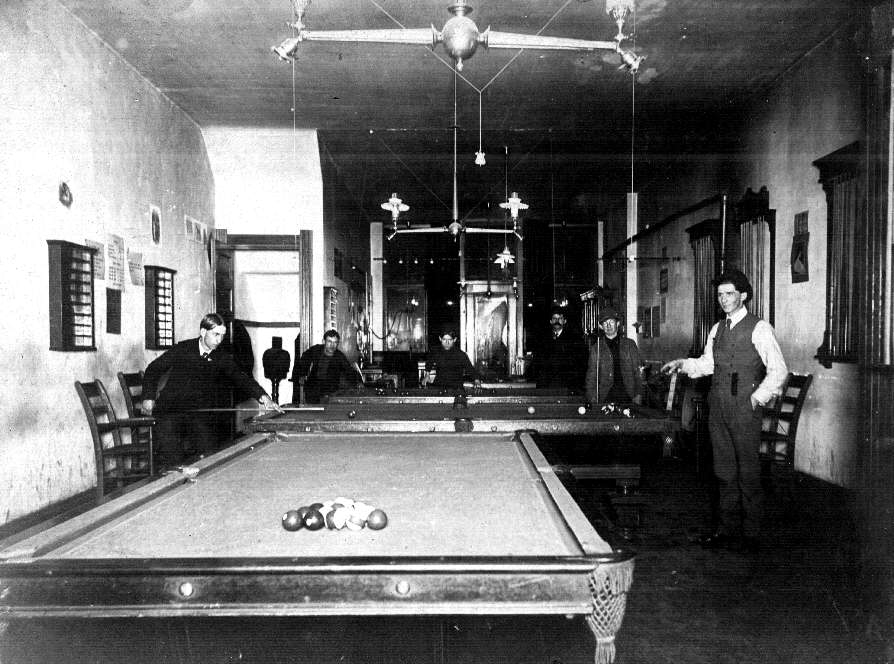
Внутренний вид бильярдного зала в Толидо (Огайо, США)

Регулируемые международные профессиональные соревнования по бильярду проводятся самое позднее с 1893 года. Всемирная конфедерация бильярдного спорта (WCBS) — международная зонтичная организация, охватывающая основные виды бильярда, — существует с 1992 года и насчитывает 135 национальных федераций-членов.
В бильярдных играх есть три основных разновидности:
- Карамболь, в который играют на столах без луз, включая, среди прочего, художественный бильярд, карамболь с четырьмя шарами и прочие.
- Пул (лузный бильярд), в который играют на столах с шестью лузами, включая, среди прочего, пул-8 (самый распространённый в мире вид спорта с битками), пул-9 (доминирующий вид бильярда среди профессионалов), пул-10, стрейт-пул (ранее доминирующая профессиональная игра) и другие.
- Снукер, английский бильярд и русская пирамида, играемые на большом столе с шестью лузами, все из которых классифицируются отдельно от пула на основе различных историй развития, культуры игроков, правил и терминологии.

Снукер, хотя и является разновидностью лузного бильярда и тесно связан по своему оборудованию и происхождению с английским бильярдом, является профессиональным видом спорта, организованным на международном уровне, и его правила мало похожи на правила современного пула, пирамиды и других подобных игр.
Категория «Бильярд», включающая пул, снукер и карамболь, является частью программы Всемирных игр с 2001 года.

## Бильярд в науке
Впервые о математическом базисе бильярдной игры заговорил Гаспар Густав Кориолис в своей книге «Théorie mathématique du jeu de billard» (Русск. перевод: «Математическая теория явлений бильярдной игры») в 1835 году. Он использовал в своей работе элементы теории вероятностей и анализа. Однако особого интереса у современников (по мнению Лемана) книга не вызвала: ни у математиков, ни у бильярдистов.
Прошло более полутораста лет, и математический бильярд развился в свою теорию, породив несколько побочных. «Теория бильярдов» сегодня неотъемлемая часть эргодической теории и теории динамических систем, имеет важнейшее применение в физике. Математиком Гальпериным создан способ определения числа {\displaystyle \;\pi } с помощью бильярда. Намного ближе общеобразованному читателю результаты исследований математиков Штейнгауза, Альхазена и Гарднера.[прояснить]

## Основные разновидности
Различаются по массе шара, его диаметру, размеру стола и наличию (отсутствию) у него луз.
- Карамболь (французский бильярд)
- Русский бильярд
  - Свободная пирамида (Американка)
  - Комбинированная пирамида
  - Москва (Сибирка, Москвичка)
  - Русская Партия (Большая и Малая)
  - Фишки
  - Алагёр
  - Шведка
  - Европейская
  - Ярославская
  - Динамичная пирамида (Невская)
  - Кайса (Кайза, Каролина, Пятишаровая партия) (финский бильярд)
- Снукер
- Английский бильярд
- Пул (американский бильярд)